# Eurystomus gularis
Eurystomus gularis là một loài chim trong họ Sả.